# Zoopagomycota
Zoopagomycota Gryganskyi, M.E. Sm., Spatafora & Stajich – typ organizmów zaliczany do królestwa grzybów. Został wprowadzony do taksonomii w 2016 roku. We wcześniejszych klasyfikacjach Zoopagomycetes w randze podtypu Zoopagomycotina zaliczane były do sprzężniaków (Zygomycota).

## Charakterystyka
Zoopagomycota były pierwszym kladem wyodrębnionym z grupy sprzężniaków, która okazała się taksonem polifiletycznym. Należą do nich głównie gatunki grzybów będące pasożytami zwierząt. Niektóre gatunki udaje się hodować poza organizmem żywiciela, większość gatunków jednak obserwuje się wyłącznie na zwierzętach. Niektóre gatunki wytwarzają ssawki, za pomocą których pobierają substancje odżywcze z ciała żywiciela. Bezpłciowo rozmnażają się przez zarodnie, w których wytwarzane są konidia i chlamydospory. Rozmnażanie płciowe, jeśli występuje, obejmuje wytwarzanie zygospor przez koniugację gametangiów. Strzępki mogą być podzielone septami. Zygospory tworzą się zwykle na zmodyfikowanych końcach strzępek.

## Systematyka
Według aktualizowanej klasyfikacji Index Fungorum, który bazuje na Dictionary of the Fungi do Zoopagomycota należą taksony:
- klasa Zoopagomycetes Doweld 2014
  - podklasa Incertae sedis
    - rząd Zoopagales Bessey ex R.K. Benj. 1979
      - rodzina Cochlonemataceae Dudd. 1974
      - rodzina Helicocephalidaceae Boedijn 1959
      - rodzina Piptocephalidaceae Sred. 1873
      - rodzina Sigmoideomycetaceae Benny, R.K. Benj. & P.M. Kirk 1992
      - rodzina Zoopagaceae Drechsler 1938
      - rodziny Incertae sedis
        - rodzaj Basidiolum Cienk. 1861
        - rodzaj Massartia De Wild. 1897[4].